# Theridion dilucidum
Theridion dilucidum là một loài nhện trong họ Theridiidae.
Loài này thuộc chi Theridion. Theridion dilucidum được Eugène Simon miêu tả năm 1897.